# Oecetis mirabilis
Oecetis mirabilis är en nattsländeart som beskrevs av Yang och Morse 2000. Oecetis mirabilis ingår i släktet Oecetis och familjen långhornssländor. Inga underarter finns listade i Catalogue of Life.